# Joseph Marie Piolaine
Joseph Marie Piolaine, né le 20 janvier 1760 à Rennes (Ille-et-Vilaine), mort le 9 juin 1816 à Rennes (Ille-et-Vilaine), est un militaire français de la Révolution et de l’Empire.

## États de service
Il entre en service le 20 décembre 1776, comme soldat au régiment d'Anjou, et il obtient son congé le 20 décembre 1784.
Il reprend du service le 12 septembre 1791, lorsque ses compatriotes l’appellent au commandement en second du 2e bataillon de volontaires d’Ille-et-Vilaine, et il devient chef de bataillon en premier dans ce même corps le 8 décembre 1792. Maintenu dans sa fonction lors de la formation de la 42e demi-brigade d’infanterie, il fait les campagnes de 1792 à l’an IX, aux armées du Nord, de Batavie et du Rhin. 
Pendant le siège de Valenciennes en 1793, un bataillon de volontaires de Paris, s’étant laissé surprendre par l’ennemi, perd dans la déroute qui s’ensuit, son drapeau et ses canons. Piolaine, informé de ce qui se passe, accourt à la tête de son bataillon, rétablit le combat, et reprend le drapeau et les canons. Il est promu chef de brigade du 42e régiment d’infanterie par le général Brune sur le champ de bataille de Bergen le 19 septembre 1799, pour la part glorieuse qu’il prend au succès de cette journée, en défendant, contre toutes les forces russes et anglaises, le chemin des Coquilles, qui couvre le village de Bergen.
Le 2 octobre 1799, à la bataille d'Alkmaar, il soutient le choc vigoureux de l’ennemi, et sauve deux bataillons mis en déroute, et qui sans lui auraient été entièrement pris ou détruit. Le 6 du même mois, il prend une grande part lors de la victoire de Castricum. Arrivé sur le champ de bataille au moment où l’ennemi vient d’obtenir quelques avantages, il repousse vigoureusement les Anglo-Russes, et les force à se retirer. Vers sept heures du soir, l’ennemi ayant reçu des renforts, veut renouveler ses tentatives ; Piolaine soutient son attaque, le met en fuite, et se jetant dans le canal, où ses soldats le suivent malgré la mitraille et la fusillade la plus vive, il le poursuit pendant plus d’une lieue, en lui faisant éprouver des pertes considérables.
Il sert avec honneur à l’armée du Rhin, et il se distingue aux batailles de Moesskirch les 4 et 5 mai et de Biberach le 9 mai 1800. Le 28 mai 1800, il est chargé du commandement provisoire d’Yverdon, et en octobre 1800, il passe à celui de la place d’Ulm. Il est réformé le 7 décembre 1800, et il est rappelé à l’armée active le 12 août 1802, comme commandant d’arme à l’île de France, mais il ne se rend pas à cette destination, le premier Consul le place en la même qualité à Granville le 13 octobre 1803. Il est fait chevalier de la Légion d’honneur le 25 mars 1804, et électeur de l’arrondissement d’Avranches le 29 avril 1807.
Le 7 octobre 1812, il passe au commandement de Saint-Malo, et après les événements du 20 mars 1815, on le change de résidence, et on l’envoie à Rennes. Lors de la seconde rentrée des Bourbons, il contribue puissamment à faire reconnaître leur autorité dans cette ville, et il y est maintenu comme lieutenant de roi par décision du 25 juillet 1815. Il meurt de maladie dans l’exercice de ses fonctions le 9 juin 1816.

## Sources
- A. Lievyns, Jean Maurice Verdot, Pierre Bégat, Fastes de la Légion-d'honneur, biographie de tous les décorés accompagnée de l'histoire législative et réglementaire de l'ordre, Tome 4, Bureau de l’administration, 1844, 640 p. (lire en ligne), p. 404-405.
- « Cote LH/2169/30 », base Léonore, ministère français de la Culture
- Léon Hennet, État militaire de France pour l’année 1793, Siège de la société, Paris, 1903, p. 327.
- Commandant G. Dumont, Bataillons de volontaires nationaux, (cadres et historiques), Paris, Lavauzelle, 1914, p. 142-403.
- Francis Louis Picard, Histoire du 42e régiment d'infanterie, H. Barbier, 1875, p. 67.
- Danielle Quintin et Bernard Quintin, Dictionnaires des colonels de Napoléon, S.P.M., 2013, 978 p. (ISBN 978-2-296-53887-0, lire en ligne)